# Little Feat
Little Feat — американський гурт, утворений 1969 року в Лос-Анджелесі з ініціативи Лоуелла Джорджа (Lowell George), 13.04.1945, Голлівуд, Каліфорнія, США — 29.06.1979, Арлінгтон, Вірджинія, США — вокал, гітара, відомого за участю у гуртах The Standells, The Seeds та The Mothers Of Invention Френка Заппи. До першого складу також ввійшли: екс-The Mothers Of Invention Рой Естрада (Roy Estrada), Санта Дна, Каліфорнія, США — бас; Білл Пейне (Bill Payne), 12.03.1949, Вано, Техас, США — клавішні, вокал та екс-Fraternity Of Man Річард Хейвард (Richard Hayward), Еймс, Айова, США. Назву Little Feat («Маленька стопа») дав гурту Джіммі Карл Блек з The Mothers Of invention, сміючись з маленького розміру стопи Лоуелла Джорджа.
Попри те, що музикантам 1970 року вдалося укласти угоду з потужною корпорацією «Warner Brothers», на справжню промоційну допомогу гурт зміг розраховувати лише через два роки після появи їх другого альбому. І досі залишається загадкою, чому рекламна агенція фірми «Warner Brothers» не виявила належної уваги до Little Feat, враховуючи, що Джордж вже був досить визнаним автором пісень (наприклад, два з його творів «Truck Stop Girl» та «Willin» записав гурт The Byrds). Внаслідок цього дебютна платівка продавалась дуже слабо, а зрештою подібна доля спіткала друге і третє видання. Музиканти потрапили у зрозумілий у цих обставинах пригноблюючий стан і гурт потроху почав розділятися. Рой Естрада залишив музичний бізнес після появи другого лонгплея, віддавши перевагу комп'ютерному програмуванню, а Лоуелл почав співпрацю з Джоном Себастіеном, що призвело до чуток, ніби вони разом з Філом Еверлі збираються утворити новий гурт. Проте фірма «Warner Brothers» виділила кошти на фінансування чергового альбому «Feats Don't Fail Me», який гурт записав реформованим ще наприкінці 1972 року складом. Новими співучасниками Джорджа стали: екс-Lead Enema Пол Баррер (Paul Barrere), 3.07.1948, Бербанк, Каліфорнія, США — гітара; екс-Delaney & Bonny Кенні Градні (Kenny Gradney), Нью Орлеан, Луїзіана, США — бас та Сем Клейтон (Sam Clayton) — ударні. Нарешті з цим альбомом Little Feat заслужено потрапили до американського чарту, хоч запропонований досконалий матеріал на лонгплеї в цілому не був кращим від попередніх робіт. Також у ролі авторів творів цього разу виступили й інші учасники гурту (Баррер та Пейн), що призвело до повільного падіння лідируючої позиції Джорджа.
1975 року гурт отримав одностайні похвали з боку європейських критиків під час виступу на «Warner Brothers Music Show». Разом з Little Feat у цьому шоу взяли участь також Graham Central Station, Bonaroo, Tower Of Power, Montrose та суперзірки — The Doobie Brothers, які тоді здобули найбільший успіх та найбільше визнання з боку критиків. Проте у твердженнях, що Little Feat все ж кількома сенсаційними виступами майже затьмарили усіх, не було ані краплі перебільшення і відтоді гурту справді все почало вдаватися. Наприклад, до записаного 1975 року альбому «The Last Record Album», до звучання якого співавтори Джорджа — Баррер та Пейн — додали джазових домішок, ввійшла пречудова, чаруюча пісня про кохання «Long Distance Love» (авторства Джорджа), де повні свободи гітарні партії, підкреслені змінами темпу басу та ударних, робили меланхолійний, переповнений ніжністю твір.
Тим часом Джордж мав дедалі більші проблеми з наркотиками і його внесок до появи альбому «Time Loves A Hero» виявився мінімальним. Проте платівка стала справжньою сенсацією, хоч і була витримана у стилі попередньої, не в останню чергу завдяки своєрідній обкладинці проєкту «Neon Park». Альбом потрапив до британського Тор-10 та американського Тор-40, але після видання концертного подвійного альбому «Waiting For Columbus» 1979 року гурт припинив свою діяльність.
Лоуелл Джордж, який за кілька місяців раніше офіційного розпаду (маючи незадоволення постійними джазовими імпровізаціями попередніх робіт) залишив своїх колег і розпочав працю над сольним лонгплеєм «Thanks, I'll Eat It Here», який своїм звучанням разюче нагадував Little Feat. Під час сольного турне 34-річного Джорджа було знайдено в арлінгтонському мотелі, де він помер від серцевого нападу. Інші учасники гурту вирішили знову зібратись разом, щоб виступати на бенефіс-концертах, прибутки з яких переказували дружині померлого колеги, а наприкінці 1979 року записали альбом «Down On The Farm», який здобув чималий успіх, як і збірка «Ноу-Ноу». Однак наступна робота Little Feat з'явилася лише майже через десять років, коли 1988 року Пейн, Хейвард та Естрада вирішили знову відновити діяльність гурту, підшукавши на місце Джорджа колишнього учасника Pure Prairie League Крейга Фаллера (Craig Fuller) — вокал та Фреда Текетта (Fred Tachett) — гітара. Новий альбом «Let It Roll», музичну течію якого визначало чисте та безпомилкове звучання клавішних Білла Пейна, приніс гурту, попри суперечливі рецензії, четверту «золоту платівку».
Другий альбом реформованого Little Feat з'явився на музичному ринку 1990 року, і хоч його було визнано менш вдалим за попередню роботу, він все ж підтвердив, що музиканти вирішили надовго пов'язати свої долі. Лонгплей «Shake Me Up» також не знайшов багато прихильників, проте завдяки своїм концертним виступам гурт набув нової популярності. Доказом того, що гурт знайшов своє місце на музичній сцені стало запрошення виступити 20 січня 1993 року під час «New England Ball» у день інаугурації президента Білла Клінтона.

## Дискографія
- 1971: Little Feat
- 1972: Sailin' Shoes
- 1973: Dixie Chicken
- 1974: Feats Don't Fail Me Now
- 1975: The Last Record Album
- 1977: Time Loves A Hero
- 1978: Waiting For Columbus
- 1979: Down On The Farm
- 1981: Hoy-Hoy
- 1986: The Best Of Little Feat — As Times Go By
- 1988: Let It Roll
- 1990: Representing The Mambo
- 1991: Shake Me Up
- 1995: Ain't Had Enough Fun
- 1996: Live From Neon Park

### Лоуелл Джордж
- 1979: Thanks I'll Eat It Here

### Пол Баррер
- 1983: On My Own Two Feet
- 1984: Real Lies
- 1987: This Time (з власним гуртом Blyes Busters)